# Tetragnatha anguilla
Tetragnatha anguilla este o specie de păianjeni din genul Tetragnatha, familia Tetragnathidae, descrisă de Thorell, 1877. Conform Catalogue of Life specia Tetragnatha anguilla nu are subspecii cunoscute.